# برواليا جيمسونية
برواليا جيمسونية (الاسم العلمي:Browallia jamesonii) هو نوع من النباتات يتبع جنس برواليا من الفصيلة الباذنجانية.